# Zosterops gibbsi
Zosterops gibbsi — вид воробьиных птиц из семейства белоглазковых (Zosteropidae). Назван в честь первооткрывателя, британского натуралиста Дэвида Гиббса.

## Распространение
Эндемики островов Ваникоро и Санта-Крус (провинция Темоту, Соломоновы острова).

## Описание
От Zosterops sanctaecrucis отличаются несколькими признаками, в том числе намного более длинным клювом, другим кольцом вокруг глаза и иным цветом ног.

## Биология
При размножении паре птиц, находящейся на гнезде, помогают другие особи, что необычно для представителей рода Zosterops.

## Охранный статус
МСОП присвоил виду охранный статус LC.